# Calyptranthes canaliculata
Calyptranthes canaliculata är en myrtenväxtart som beskrevs av Mcvaugh. Calyptranthes canaliculata ingår i släktet Calyptranthes och familjen myrtenväxter.
Artens utbredningsområde är Colombia. Inga underarter finns listade i Catalogue of Life.